# Mary Wineberg
Mary Wineberg (geboren als Mary Danner; Brooklyn, 3 januari 1980) is een Amerikaanse sprintster, die gespecialiseerd is in de 400 m.
Op 4-jarige leeftijd deed ze mee aan een straatrace waar alleen jongens aan mee deden. Ze won de wedstrijd en ging met een trofee naar huis dat haar nog altijd dierbaar is. Ze voltooide de Walnut Hills in 1998 en haar studie aan de University of Cincinnati in 2002.
Op het WK indoor 2006 behaalde ze met haar teamgenoten Dunn Debbie, Williams Tiffany en Hargrove Monica een zilveren medaille op de 4 x 400 m estafette. Met een tijd van 3.28,63 eindigden ze achter Rusland (goud) en voor Wit-Rusland (brons).
Op het WK 2007 in Osaka behaalde ze in de finale van de 400 m een achtste plaats in 50,96 seconden. Op de 4 x 400 m estafette won ze met haar teamgenoten DeeDee Trotter, Allyson Felix en Sanya Richards een gouden medaille. Op de wereldatletiekfinale in Stuttgart werd ze zevende in 50,73 seconden. Op de Olympische Spelen van 2008 in Peking sneuvelde ze in de halve finale van de 400 m met een tijd van 51,13 s. Op de 4 x 400 m estafette had ze meer succes en veroverde met haar teamgenotes Allyson Felix, Monique Henderson en Sanya Richards een gouden medaille. Met een tijd van 3.18,54 versloegen ze de estafetteploegen uit Rusland (zilver) en Jamaica (brons).

## Titels
- Olympisch kampioene 4 x 400 m estafette - 2008
- Wereldkampioene 4 x 400 m estafette - 2007

## Persoonlijke records
Outdoor
| Onderdeel | Prestatie | Datum        | Plaats       |
| --------- | --------- | ------------ | ------------ |
| 200 m     | 23,48 s   | 5 april 2008 | Cincinnati   |
| 400 m     | 50,24 s   | 23 juni 2007 | Indianapolis |

Indoor
| Onderdeel | Prestatie | Datum           | Plaats       |
| --------- | --------- | --------------- | ------------ |
| 200 m     | 23,66 s   | 26 januari 2008 | Bloomington  |
| 300 m     | 37,60 s   | 9 februari 2007 | Fayetteville |
| 400 m     | 52,23 s   | 25 januari 2008 | Bloomington  |

## Palmares

### 400 m
- 2007: 8e WK - 50,96 s
- 2007: 7e Wereldatletiekfinale - 50,73 s

### 4 x 400 m
- 2003:  WK - 3.31.69
- 2006:  WK - 3.28,63
- 2007:  WK - 3.18,55
- 2008:  OS - 3.18,54

1972: Käsling, Kühne, Seidler, Zehrt ·
1976: Maletzki, Rohde, Streidt, Brehmer ·
1980: Prorotsjenko, Gojsjtsjik, Zjoeskova, Nazarova ·
1984: Leatherwood, Howard, Brisco-Hooks, Cheeseborough ·
1988: Ledovskaja, Nazarova, Pinigina, Bryzgina ·
1992: Roezina, Dzjigalova, Nazarova, Bryzgina ·
1996: Stevens, Malone, Graham, Miles ·
2000: Miles Clark, Hennagan, Colander, Anderson ·
2004: Trotter, Henderson, Richards, Hennagan ·
2008: Wineberg, Felix, Henderson, Richards ·
2012: Trotter, Felix, McCorory, Richards-Ross ·
2016: Okolo, Hastings, Francis, Felix ·
2020: McLaughlin, Felix, Muhammad, Mu ·
2024: Little, McLaughlin-Levrone, Thomas, Holmes
1983: Walther, Busch, Koch, Rübsam ·
1987: Neubauer, Emmelmann, Schersing, Busch ·
1991: Ledovskaja, Dzjigalova, Nazarova, Bryzgina ·
1993: Torrence, Malone-Wallace, Kaiser-Brown, Miles-Clark ·
1995: Graham, Stevens, Jones, Miles-Clark ·
1997: Feller, Rohländer, Rücker, Breuer ·
1999: Tsjebykina, Gontsjarenko, Kotljarova, Nazarova ·
2001: Richards, Scott, Parris, Fenton ·
2003: Barber, Washington, Richards, Miles-Clark ·
2005: Petsjonkina, Krasnomovets, Antjoech, Pospelova ·
2007: Trotter, Felix, Wineberg, Richards ·
2009: Dunn, Felix, Demus, Richards ·
2011: Richards-Ross, Felix, Beard, McCorory ·
2013: Goesjtsjina, Firova, Ryzjova, Krivosjapka ·
2015: Day, Jackson, McPherson, Williams-Mills ·
2017: Hayes, Felix, Wimbley, Francis ·
2019: Francis, McLaughlin, Muhammad, Jonathas ·
2022: Diggs, Steiner, Wilson, McLaughlin ·
2023: Saalberg, Klaver, Peeters, Bol